# Hopea pedicellata
Hopea pedicellata là một loài thực vật thuộc họ Dipterocarpaceae. Loài này có ở Campuchia, Indonesia, Malaysia, và Thái Lan.